# Peugeot 806
La 806 era un'autovettura monovolume prodotta tra il 1994 e il 2002 dalla casa automobilistica francese Peugeot.

## Storia
La 806 nacque come prodotto della Peugeot risultante dalla joint-venture denominata Sevel e avutasi tra i gruppi PSA e Fiat per la realizzazione di quattro monovolumi dalle caratteristiche simili commercializzate con quattro marchi diversi (Peugeot, Citroën, FIAT e Lancia). I due gruppi non erano nuovi a questo genere di operazioni, dal momento che già negli anni ottanta si erano adoperati assieme per la realizzazione di alcuni veicoli commerciali sulla base di un unico progetto. Il progetto che invece stava alla base della realizzazione di queste monovolumi prevedeva l'utilizzo di una piattaforma che sarebbe stata in seguito utilizzata, per il furgone Fiat Scudo, prodotto anche come Peugeot Expert e Citroën Jumpy.
Il risultato furono quattro monovolumi pressoché identiche, sia come pianale che come meccanica, che era di origine PSA, ma leggermente diversi sia per il marchio sia come livelli di allestimento. La 806 era fondamentalmente una delle versioni dall'allestimento più semplificato, anche se non mancarono versioni più lussuose e con motori più potenti.
Presentata nel 1994, era una grossa monovolume in grado di competere con la Renault Espace, fino a quel momento leader incontrastata nel settore delle monovolume di grossa taglia. A differenza di quest'ultima, la 806 (così come anche le sue sorelle) montava portelloni posteriori scorrevoli. Il suo immenso abitacolo era in grado di ospitare ben sette persone (ma scegliendo di avere una panca da tre posti nella fila posteriore si poteva arrivare anche a otto posti), oppure, ribaltando i sedili, si poteva ampliare notevolmente la capacità di carico. Ne risultò una vettura per la famiglia, specie per le famiglie numerose, in grado di portare i passeggeri dovunque, in tutto comfort.

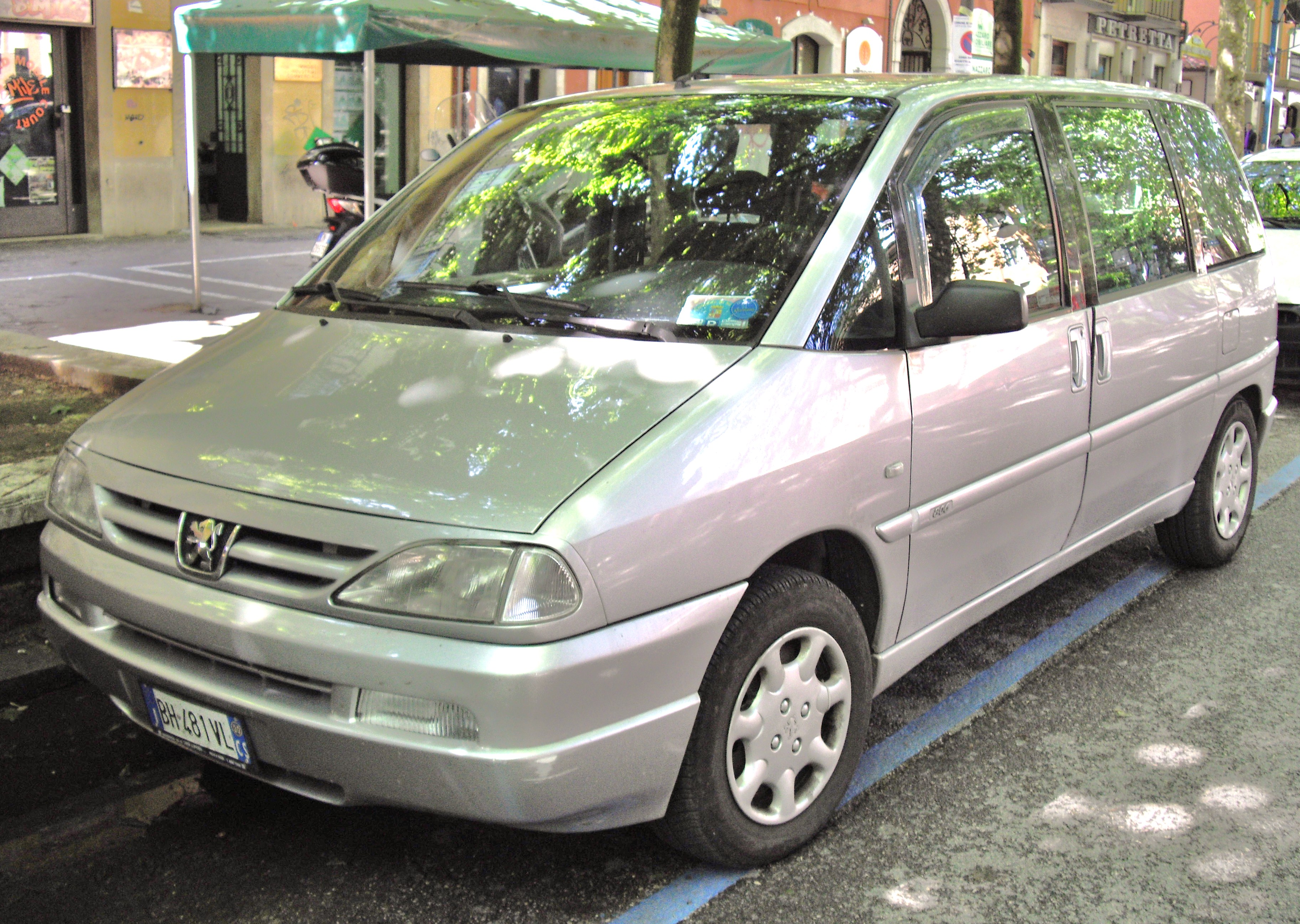
Una Peugeot 806 dopo il facelift del 1998 anteriormente...

Nel 1998 la 806 subì un leggerissimo e quasi impercettibile restyling. La modifica più evidente stava nei fari anteriori, leggermente rivisti.

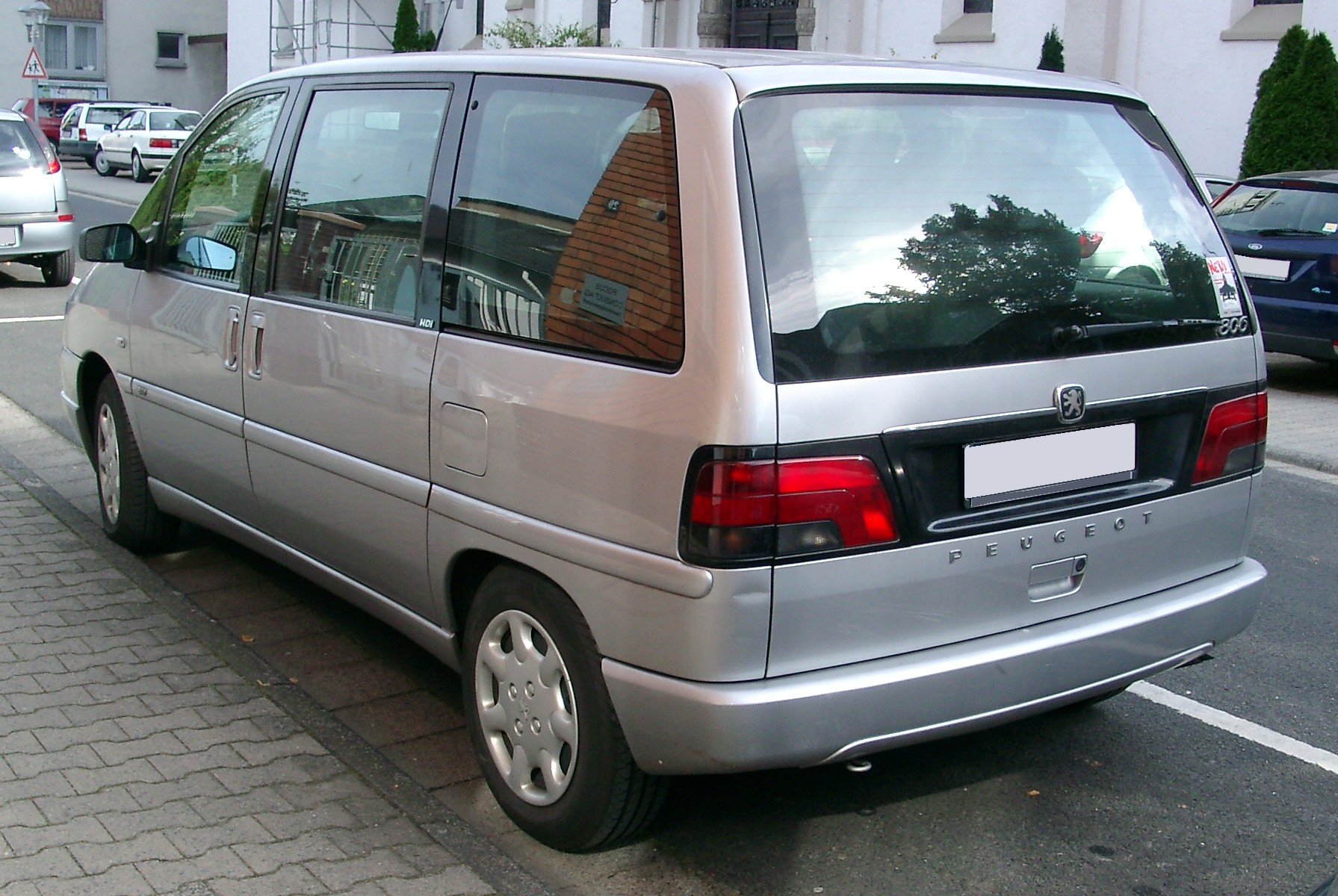
... e posteriormente.

Nel 2002 la 806 uscì di produzione per lasciare il posto alla sua erede, la Peugeot 807, ancora più grande e accogliente.

## Estetica
La linea della 806 è la classica linea delle monovolume. Costruita negli stabilimenti francesi di Sevel a Valenciennes, condivide pianale, meccanica e lamierati con le sue tre sorelle (Ulysse, Lancia Z e Citroën Evasion) e ne ricalcava quindi anche l'estetica in modo pedissequo. Presenta quindi delle forme pressoché squadrate e votate alla razionalità, con sottili fari anteriori a sviluppo orizzontale e fari posteriori quadrati con angoli leggermente smussati. La calandra è quella tipica delle Peugeot dell'epoca, ed è uno dei particolari che maggiormente differenziano le quattro vetture derivanti da questo progetto.
Il restyling del 1998 fu limitato a pochi dettagli, come per esempio i fari anteriori.

## Meccanica
La meccanica della 806, analoga a quella delle altre tre sorelle nate dallo stesso progetto, prevedeva inizialmente i seguenti motori, tutti a 4 cilindri e utilizzati anche su altre vetture del Gruppo PSA:
- 1998 cm³ a benzina, aspirato con distribuzione a due valvole per cilindro e 121 CV di potenza massima;
- 1998 cm³ a benzina, turbocompresso a bassa pressione, con distribuzione a due valvole per cilindro e 147 CV di potenza massima;
- 1905 cm³ a gasolio, turbocompresso, con distribuzione a due valvole per cilindro e 92 CV di potenza massima;
- 2088 cm³ a gasolio, turbocompresso, con distribuzione a tre valvole per cilindro e 109 CV di potenza massima.

A partire dall'anno 1999, questi due motori a benzina e a gasolio furono tolti di produzione e sostituiti da un solo motore a benzina e un solo motore a gasolio. La gamma a quel punto fu composta solamente da due motorizzazioni:
- 1998 cm³ a benzina, aspirato, con distribuzione a 4 valvole per cilindro e 132 CV di potenza massima;
- 1997 cm³ a gasolio, turbocompresso, common rail, con distribuzione a 2 valvole per cilindro e 107 CV di potenza massima.

Per alcuni mercati, tra i quali non era compreso quello italiano, è esistita anche un'altra motorizzazione, e precisamente un 1.8 a benzina da 101 CV.
La versione da 2 litri a benzina era disponibile a richiesta anche con cambio automatico, ma in genere, per tutte, era disponibile solo un cambio manuale a 5 marce.
La meccanica telaistica, invece, prevedeva sospensioni a ruote indipendenti, con avantreno di tipo MacPherson con montante telescopico e triangoli oscillanti inferiori e retrotreno a ruote interconnesse con barra di torsione trasversale. L'impianto frenante era a quattro dischi con ABS per tutta la gamma tranne che per le versioni 1.8 e 2.0 aspirato.

## Riepilogo versioni
Di seguito vengono mostrate le varie versioni previste per la gamma 806. Il numero valvole si intende per cilindro.
| Modello            | Motore       | Cilindrata cm³ | Distribuzione nº valvole | Alimentazione                                 | Potenza CV/rpm | Coppia Nm/rpm  | Freni (ant./post.) | Massa a vuoto (kg) | Velocità max | Acceler. 0-100 km/h | Consumo (l/100 km) | Anni di produzione |
| Versioni a benzina |              |                |                          |                                               |                |                |                    |                    |              |                     |                    |                    |
| 806 1.8i1          | XU7JP        | 1761           | SOHC/2                   | Iniezione elettronica                         | 99/5500        | 147/4200       | D/T                | -                  | 165          | 14"3                | 9,8                | 1996-99            |
| 806 2.0i1          | XU10J2C      | 1998           | SOHC/2                   | Iniezione elettronica                         | 121/5750       | 170/ 2650-2750 | D/T                | 1.510              | 176          | 13"1                | 9,5                | 1994-99            |
| 806 2.0i 16v       | EW10J4       | 1997           | DOHC/4                   | Iniezione elettronica                         | 136/6000       | 190/4100       | D/D                | 1.450              | 186          | 11"9                | 9,2                | 1999-02            |
| 806 2.0i Turbo     | XU10J2TE     | 1998           | SOHC/2                   | I.e. + turbo e intercooler                    | 147/5300       | 235/ 2500-4000 | D/D                | 1.575              | 195          | 11"                 | 10,1               | 1994-99            |
| Versioni diesel    |              |                |                          |                                               |                |                |                    |                    |              |                     |                    |                    |
| 1.9 TD             | XUD9TE/Y     | 1905           | SOHC/2                   | Turbodiesel iniezione indiretta con precamera | 92/4000        | 196/2200       | D/D                | 1.565              | 160          | 17"2                | 8                  | 1994-99            |
| 2.0 HDi            | DW10ATED     | 1997           | DOHC/4                   | Turbodiesel iniezione diretta common rail     | 107/4000       | 250/1750       | D/D                | 1.595              | 173          | 15"8                | 6,8                | 1999-02            |
| 2.1 TD             | XUD11ATE/BTE | 2088           | SOHC/3                   | Turbodiesel iniezione indiretta con precamera | 110/4300       | 250/2000       | D/D                | 1.615              | 175          | 14"1                | 8,1                | 1994-99            |
| 1Non per l'Italia  |              |                |                          |                                               |                |                |                    |                    |              |                     |                    |                    |

## Attività sportiva
Nel 1995 la divisione belga della Peugeot decise di costruire una versione Procar della 806 da iscrivere alla 24 Ore di Spa-Francorchamps. Preparato dalla Kronos Racing, il veicolo presentava numerose componenti meccaniche che erano state recuperate dalle Peugeot 405 e 306 da competizione. Dopo un iniziale scetticismo da parte della direzione gara, la 806 Procar venne iscritta nella Procar Divisione 2 e, nonostante avesse fatto segnare un 12º tempo in qualifica, alla decima ora di gara fu costretta al ritiro a causa di un guasto meccanico.
L'anno successivo la scuderia si riscatta montando un propulsore v12 di origine Ferrari rivestito dalla Fiat e concluse la corsa in ultima posizione a causa delle pessime doti aerodinamiche del veicolo originale.